# Années de chaos

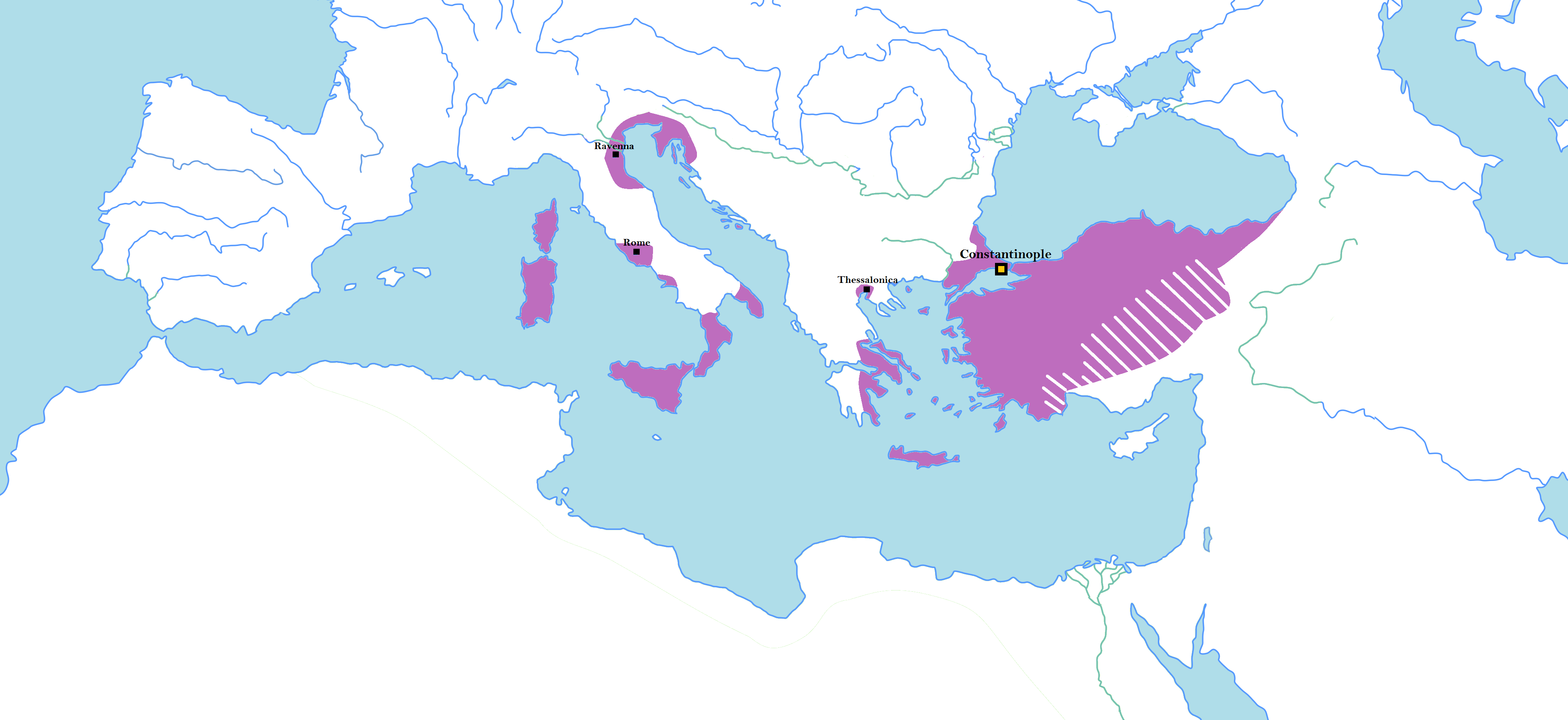
L’Empire byzantin en 717, à la fin des années de chaos

L’expression « années de chaos » est utilisée en français pour désigner la période de grande instabilité politique à laquelle fut confrontée l’Empire byzantin lorsque plusieurs empereurs se succédèrent sur le trône entre la dynastie des Héraclides et la dynastie des Isauriens entre 695 et 717. En anglais, les auteurs se réfèrent à cette période en utilisant  « Twenty Years’ Anarchy » (Anarchie de vingt ans),,.

## Contexte historique

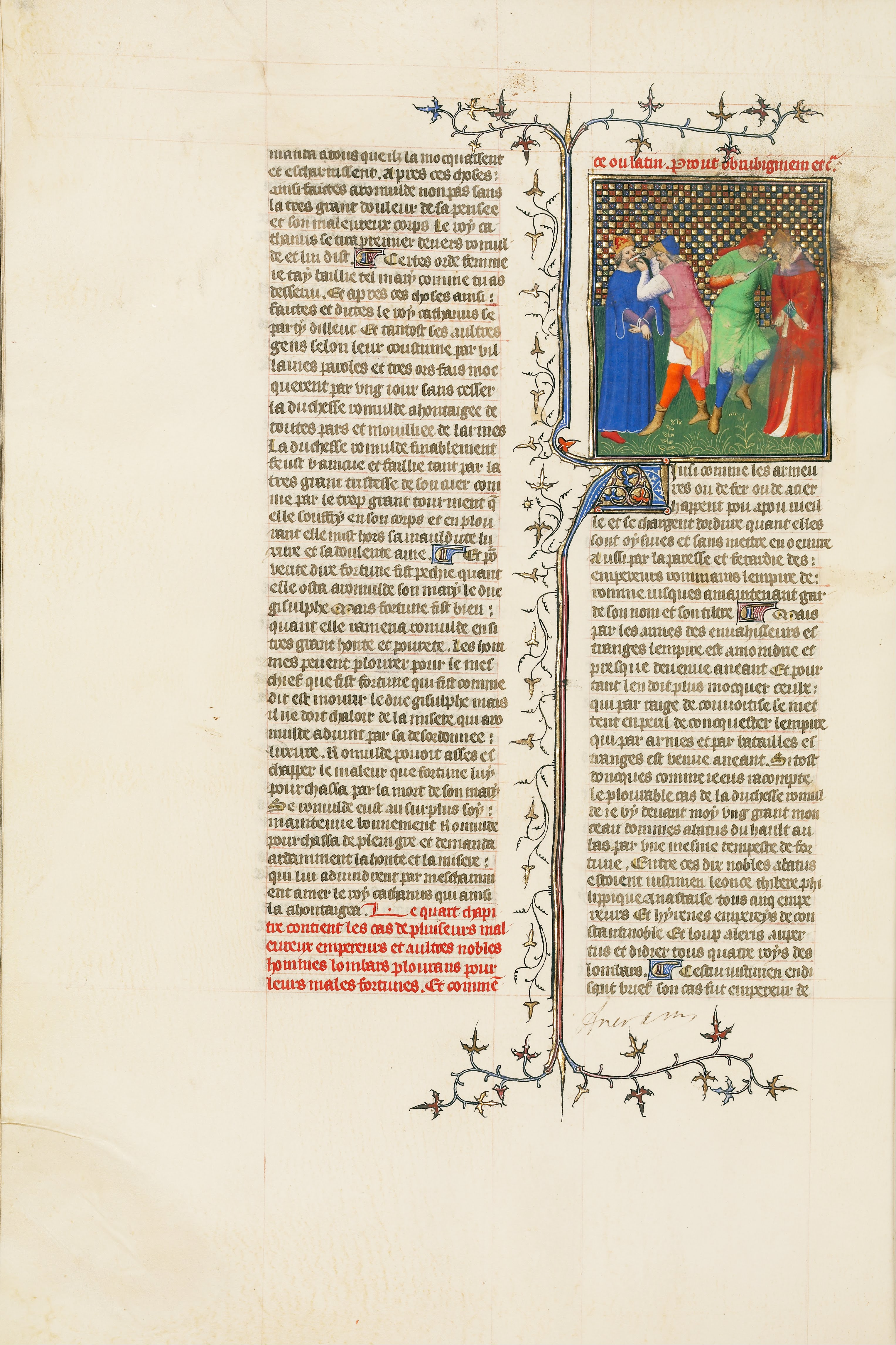
Mutilation des empereurs Justinien II et Phillipikos.

Fils aîné de Constantin IV (r. 668-685), Justinien II (r. 685-695 ; 705-711) était âgé de seize ans lorsqu’il devint empereur. Intelligent, doué d’une énorme énergie, il était déterminé à émuler son prédécesseur, Justinien Ier et à laisser sa marque dans tous les domaines, quels que soient les moyens à prendre pour y arriver. Il commença son règne en consolidant les succès remportés par son père contre les Arabes,. La paix conclue en Asie mineure, Justinien se tourna vers les Balkans où il envoya une expédition contre les Slaves en 688 et 689, à la suite de quoi il déplaça quelque 250 000 Slaves d’Europe vers le thème d’Opsikion (nord-ouest de l'Asie Mineure) ravagé par les Arabes.
Mais si cette immigration forcée repeuplait des régions dévastées, les rouvrait à l’agriculture et augmentait le bassin de population mobilisable, les nouveaux arrivants n’éprouvaient aucun sentiment de loyauté à l’endroit de l’Empire byzantin, n'hésitant pas à changer de camp à l'arrivée d'un envahisseur. De plus, ces guerres et les constructions de prestige que multipliait l'empereur épuisaient le Trésor public de telle sorte qu’après la reprise des conflits avec les Arabes en 691, Justinien se vit obligé d’augmenter les impôts; la brutalité et le manque de scrupules de ses deux ministres favoris, le sacellaire Étienne et le logothète Théodote créa un profond mécontentement dans l’ensemble de la population. Bientôt les prisons se remplirent pendant que quelque 20 000 soldats slaves désertaient au profit des Arabes. Furieux, Justinien ordonna l’extermination de tous les Slaves de Bithynie. Enfin, Justinien ne cachait pas sa haine pour l’aristocratie qu’il cherchait à faire disparaître en la pressurant autant qu’il le pouvait.
Si bien qu’à la fin de 695, la révolte éclata à Constantinople menée par le parti des Bleus qui, avec l’aide du patriarche Callinique, portèrent au pouvoir un patricien d’origine isaurienne, Léonce.

## Léonce (695-697)

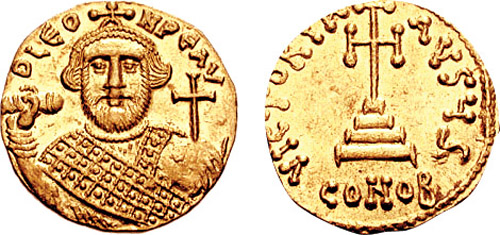
Solidus à l’effigie de Léonce

Héros des campagnes d’Arménie et du Caucase en 686, Léonce croupissait en prison depuis trois ans probablement en raison des succès remportés par les Arabes lors de la reprise de la guerre en 691, succès dus à la désertion des quelque 20 000 soldats slaves mentionnés plus haut. Le jour même de sa libération, il se rendit à Hagia Sophia pour rallier la population et fut couronné basileus le lendemain. Arrêtés, les deux ministres de Justinien furent brûlés vifs et l’empereur déposé dut participer au triomphe de son adversaire à l’hippodrome où il eut le nez coupé avant d’être envoyé en exil à Chersonèse en Crimée,,.
On sait peu de choses sur les quelques mois que dura son règne, sinon que les Arabes, profitant de l’agitation régnant à Constantinople, reprirent leurs attaques contre l’exarchat de Carthage. À l'automne 697, Léonce envoya contre eux la flotte des Karabisianoi commandée par Jean le Patricien, qui prit la ville par surprise tandis que le général arabe Hassan Ibn Numan était en train de combattre des Berbères. Ayant reçu des renforts du calife, Hassan Ibn Numan parvint au printemps 698 à reprendre le contrôle de Carthage et à rejeter les Byzantins à la mer. Ceux-ci se replièrent sur la Crète, mais arrivés là, un groupe d'officiers, appréhendant d'avoir à subir les conséquences de la défaite, se mutinèrent, déposèrent Jean le Patricien, et proclamèrent empereur un officier d'origine germanique, Apsimar, drongaire de la flotte des Cibyrrhéotes. Grâce vraisemblablement à l’appui de la milice du parti des Verts, ce dernier put entrer dans Constantinople, déposer Léonce et être couronné sous le nom de Tibère III,. Léonce fut capturé, eut le nez coupé comme Justinien avant lui et fut relégué dans le monastère urbain de Psamathion.

## Tibère III (698-705)

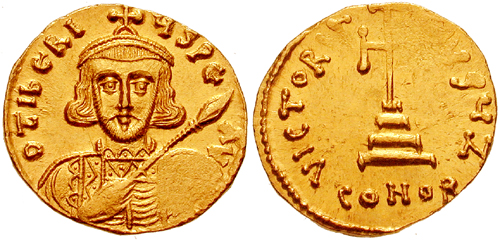
Solidus à l’effigie de Tibère III

Comme pour Léonce, nous savons assez peu de choses sur ses années de règne sauf qu’il fit réparer le mur qui protégeait Constantinople le long de la mer et qu’il organisa une expédition en Syrie sous le commandement de son frère, ce qui provoqua une riposte massive de la part des Arabes, lesquels en 700 envahirent l'Arménie byzantine. Poussant leurs incursions plus à l’ouest ils réussirent l’année suivante à s’emparer de tout le territoire byzantin à l'est de l'Euphrate,.
Pendant ce temps, Justinien II, exilé à Chersonèse, tramait son retour à Constantinople malgré l’interdit empêchant une personne diminuée physiquement d’occuper le trône. Les notables de la cité, apprenant ses plans, décidèrent de l'arrêter et de l'envoyer à Constantinople pour que Tibère III dispose de lui. Mais Justinien II parvint à s'enfuir avec ses proches, et à se réfugier auprès du khagan des Khazars voisins. Il fut bien accueilli par le khagan qui lui donna sa fille en mariage. Instruit de ces évènements, Tibère III envoya une ambassade auprès du khagan, pour qu’il livre son gendre. Justinien II parvint de nouveau à s'enfuir fin 704 pour chercher refuge cette fois auprès de Tervel, khan des Bulgares, lequel contre la promesse du titre de « césar » et la main de la fille de Justinien, mit à sa disposition une armée de quinze mille hommes pour récupérer son trône. Au printemps 705, Justinien apparut ainsi devant Constantinople et, utilisant de nuit une ancienne canalisation, réussit à s’infiltrer dans la ville. Apprenant la chose, Tibère III s’enfuit en Bithynie; la population préféra se rendre à son ancien empereur plutôt que d’être livrée aux Bulgares qui accompagnaient Justinien,.

## Justinien II (Deuxième règne) (705-711)

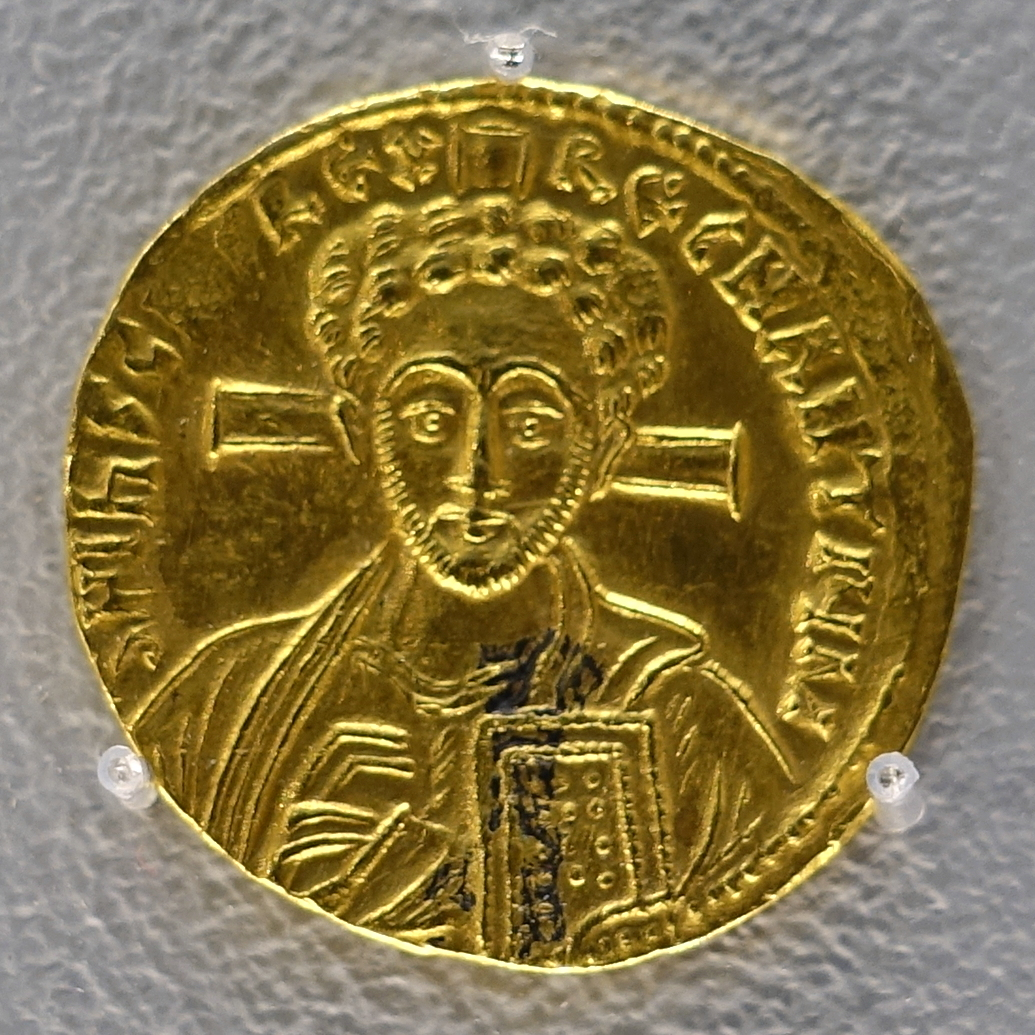
Solidus de Justinien II datant de son deuxième règne (Arthur M. Sackler Museum, Harvard University).

Les années qui suivirent furent occupées par Justinien tant à l’intérieur qu’à l’extérieur à assouvir sa vengeance. Léonce et Tibère III furent immédiatement exécutés à l’hippodrome. Puis ce fut le tour d’Héraclius, le frère de Tibère, probablement le meilleur général de l’époque, ainsi que ses principaux officiers. Nombre de hauts fonctionnaires furent pendus aux murs de Constantinople et le patriarche Callinique qui avait couronné Léonce eut les yeux crevés,.
Il n’en fallait pas plus pour que les voisins de Byzance, profitant de l’affaiblissement de l’armée et du climat de terreur régnant à Constantinople, ne reprennent leurs attaques aussi bien en Europe qu’en Asie mineure. Le fils d’Abd Al-Malik (r. 685-705), Al-Wālid (r. 705-715), envahit la Cappadoce et razzia la Cilicie,. Au lieu de faire face à ces dangereux voisins, Justinien préféra régler ses comptes avec ses ennemis. Pour une raison qui reste obscure, il envoya une expédition punitive contre Ravenne,. Puis, il envoya une expédition semblable contre son premier lieu d’exil, Chersonèse, dont les autorités avaient dénoncé à Tibère III ses plans pour regagner son trône ; nombre de citoyens furent simplement noyés pendant que le gouverneur et ses adjoints étaient envoyés à Constantinople. Les Khazars vinrent alors en aide à la population de Chersonèse pour défendre la ville contre toute nouvelle attaque byzantine. Les habitants de la ville acclamèrent comme nouvel empereur un Byzantin du nom de Bardanes, exilé à Chersonèse pour sa participation à une rébellion durant le premier règne de Justinien. Au début de 711, celui-ci se présenta devant Constantinople avec un détachement de la flotte alors que Justinien était parti réprimer une révolte en Arménie. Lorsqu’il eut vent de l’arrivée de Bardanes, Justinien se hâta de regagner sa capitale. Trop tard cependant, car il fut arrêté sur le chemin du retour et décapité ; son fils, Tibère, âgé de six ans, devait également être exécuté alors qu’il avait trouvé refuge dans une église, mettant ainsi fin à la dynastie d’Héraclius,.

## Philippikos (711-713)

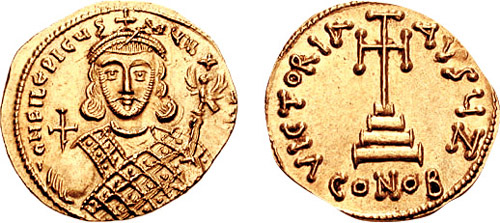
Solidus à l’effigie de Philippikos Bardanes.

Aussitôt acclamé empereur, Bardanes prit le nom de règne de Philippikos. Son court règne, de moins d’une année et demi, devait présager la crise de l’iconoclasme qui allait bientôt amener l’Empire au bord du gouffre. Probablement partisan du monophysisme, Philippikos, acceptait toutefois le compromis du monothélisme qu’il réussit à imposer à un concile purement byzantin après avoir déposé le patriarche Kyros (705-711) et l’avoir remplacé par Jean VI (712-715). À Rome, l’adhésion de l’empereur à une hérésie condamnée trente ans auparavant par le troisième concile de Constantinople provoqua la fureur du pape. À l’enlèvement de la représentation du troisième concile dans le palais impérial, le pape répondit en faisant placer à Saint-Pierre la représentation des six conciles œcuméniques. Les divergences théologiques sur la nature du Christ trouvaient ainsi leur expression dans l’adoption ou l’exclusion de certaines images,.
À nouveau, les ennemis de Byzance profitèrent des troubles intérieurs pour attaquer. Alors que les Arabes pénétraient profondément dans les thèmes des Arméniaques et des Anatoliques, détruisant la ville d’Antioche de Pisidie, le khan Tervel déclara la guerre au meurtrier de son allié Justinien et, après avoir traversé la Thrace sans encombre, se présenta sous les murailles de Constantinople. L'empereur n’eut d’autre choix que de rappeler en Europe des troupes du thème de l’Opsikion en Asie mineure. Cependant, les Opsiciens n’éprouvaient aucune loyauté envers ce parvenu et, le 3 juin 713, ils s’emparèrent de l’empereur et le trainèrent à l’Hippodrome où il eut les yeux crevés ,.

## Anastase II (713-715)

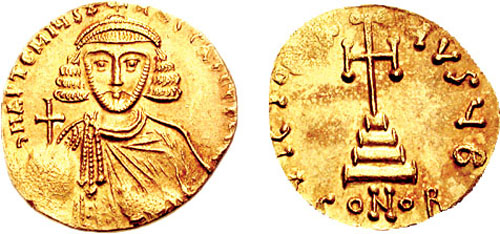
Anastase II a gardé son nom d’ Artémios, même sur sa monnaie ; ce solidus porte la légende « APTEMIUS ANASTASIUS ».

Ne voulant pas donner à l’armée la possibilité d’acclamer le nouvel empereur, le Sénat byzantin choisit un fonctionnaire, le protoasecretaris Artémios, qui prit à son couronnement le nom d’Anastase, autre haut fonctionnaire du Ve – VIe siècle. Son premier acte fut d’annuler l’imposition du monothélisme et de reconnaître officiellement les décrets du troisième concile de Constantinople, après quoi il se concentra sur la défense des frontières de l’Empire contre les Arabes.
Ceux-ci avaient conquis en trois ans l’Espagne wisigothique (711-714) et Al-Wālid planifiait maintenant une grande attaque, par terre et par mer, contre Constantinople,. Anastase fit réparer les murailles de la ville, remplir les greniers pour un siège de trois ans et promut des officiers militaires de qualité, au nombre desquels le futur Léon III. Mais plutôt que d’attendre que les Arabes se présentent devant Constantinople, il décida une attaque préventive sur leur flotte et ordonna aux forces byzantines de se réunir dans l’ile de Rhodes. À peine arrivées, les troupes de l’Opsikion se révoltaient et se repliaient sur le continent d’où elles marchèrent sur Constantinople. En cours de route elles acclamèrent comme empereur un percepteur de taxes de leur province du nom de Théodose qui fut forcé d’accepter l’honneur à son corps défendant. Il devait en résulter une guerre civile de six mois au terme desquels Anastase accepta d’abdiquer et de se retirer à Thessalonique où il prit l’habit monastique,.

## Théodose III (715-717)

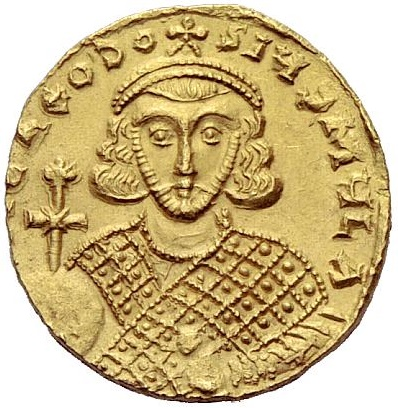
Solidus de Théodose III.

Le règne de Théodose III devait être encore plus court que celui de son prédécesseur. Alors qu’Al-Wālid planifiait le siège de Constantinople, son demi-frère, Maslama ben Abd-al Malik traversait en 716 l'Asie mineure, tandis qu'une immense flotte se constituait en Cilicie, forçant Théodose III à faire appel aux Bulgares :une frontière fut définie sur des bases très avantageuses pour les Bulgares, un tribut fixé, des fugitifs rendus aux Bulgares, et des accords commerciaux signés.
C’est alors qu’un général du nom de Léon, aussi appelé Conon d’origine syrienne transplanté en Thrace lors du premier règne de Justinien II et qui s’était joint à celui-ci lors de sa campagne pour reconquérir son trône se révolta contre Théodose. Stratège des Anatoliques, l’un des thèmes les plus importants de l’Empire, Léon s’allia avec Artabasde, stratège du thème des Arméniaques auquel il promit la main de sa fille et le poste de curopalate. Cette fois, c’était le thème d’Opsikion qui soutenait Théodose. Après avoir conclu un accord avec les Arabes, Léon traversa ce thème, fit prisonnier le fils de l’empereur et sa famille, poussant jusqu’à "Chrysopolis" (aujourd’hui Üsküdar, un des districts d’Istanbul) situé sur la rive asiatique du Bosphore.
Des négociations s’amorcèrent au terme desquelles Théodose, après avoir reçu des assurances pour sa vie et celle de son fils, abdiqua et se retira dans un monastère. Le 25 mars 717, Léon entrait à Constantinople et était couronné à Hagia Sophia sous le nom de Léon III, mettant ainsi un terme à deux décennies d’anarchie et fondant la dynastie des Isauriens.